# 卡里亞科

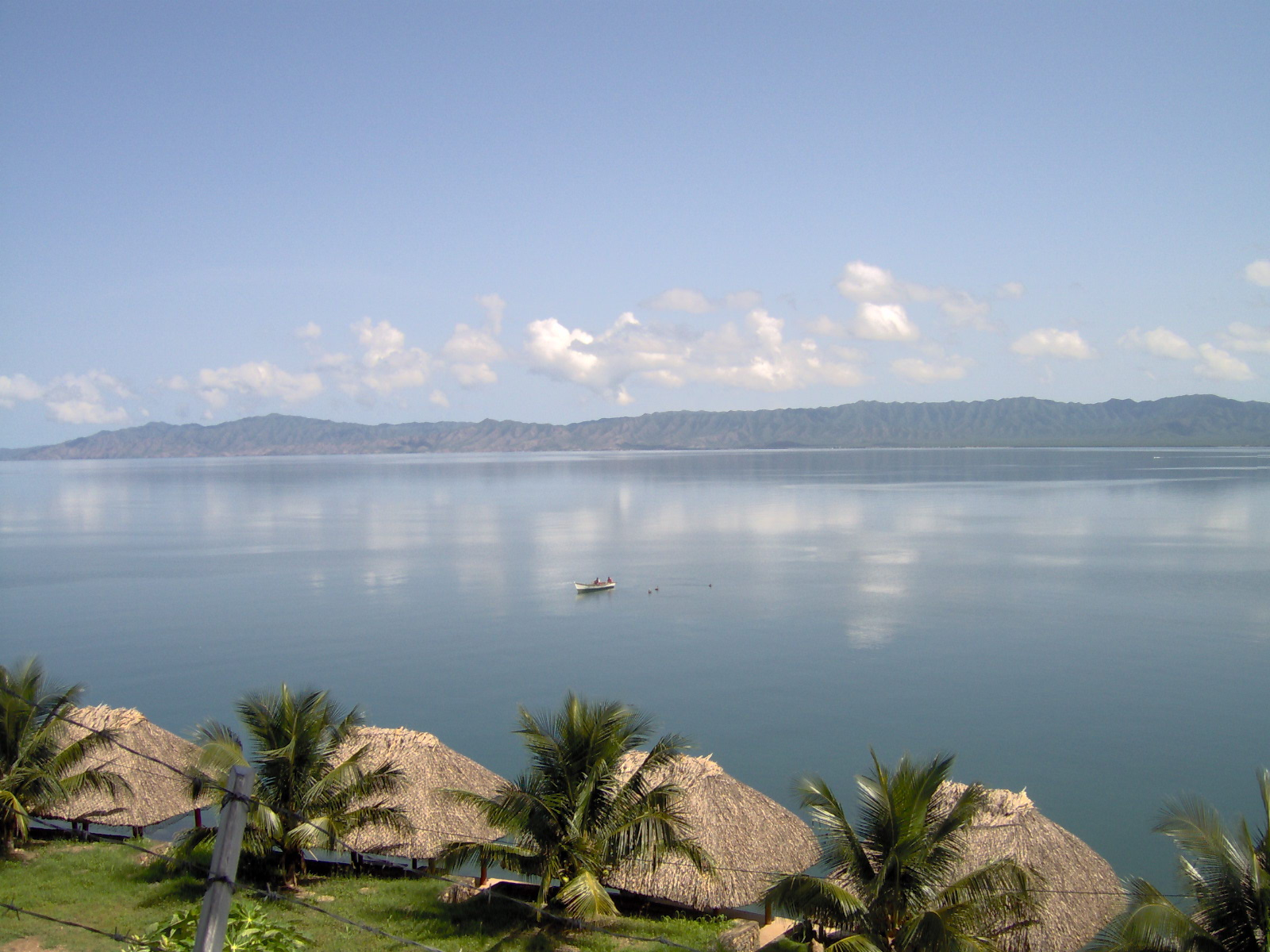

卡里亞科（西班牙語：Cariaco），是委內瑞拉的城鎮，位於該國北部蘇克雷州，是里韋羅市的首府，它位於卡里亞科河上游不遠處，始建於十六世紀，其港口緊靠海岸。在1997年，該鎮發生黎克特制7級地震，導致39人死亡。